# Habenaria oerstedii
Habenaria oerstedii är en orkidéart som beskrevs av Heinrich Gustav Reichenbach. Habenaria oerstedii ingår i släktet Habenaria och familjen orkidéer.
Artens utbredningsområde är Nicaragua. Inga underarter finns listade i Catalogue of Life.